# A.E.W. Mason

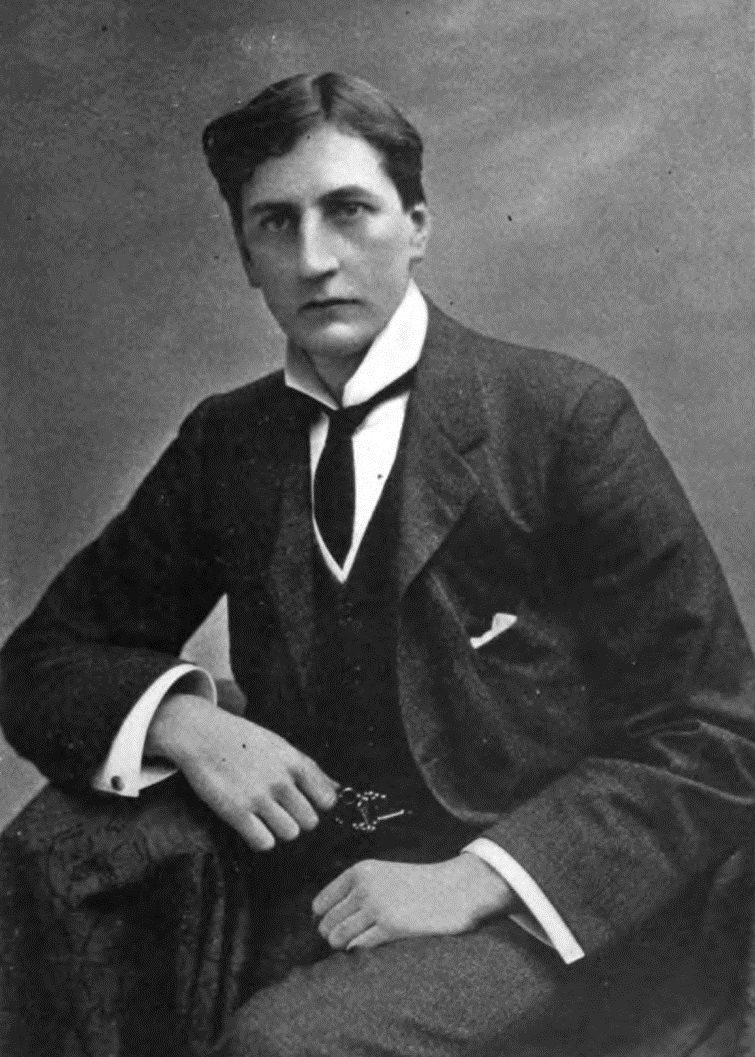
A.E.W. Mason

Alfred Edward Woodley Mason (Dulwich, 7 mei 1865 – Londen, 22 november 1948) was een Britse auteur en politicus. Hij is het meest bekend om zijn roman uit 1902, The Four Feathers, die meermaals verfilmd werd.

## Leven
Hij studeerde aan het Dulwich College en studeerde af van Trinity College, Universiteit van Oxford in 1888. Hij was een tijdgenoot van de medeliberaal Anthony Hope, die later de avonturenroman The Prisoner of Zenda zou schrijven.
Zijn eerste roman, A Romance of Wastdale (Een romance van Wastdale) werd gepubliceerd in 1895. Hij was de auteur van meer dan 20 boeken, waaronder At The Villa Rose (1910), een detective waarin hij zijn Franse detective, Hanaud, introduceerde. Zijn bekendste boek is The Four Feathers. Velen beschouwen dit boek als zijn meesterwerk. Andere boeken zijn onder andere The House of the Arrow (1924), No Other Tiger (1927), The Prisoner in the Opal (1929) en Fire Over England (1937). Hij droeg ook een korte verhalen bij, van The Conjurer tot The Queen's Book of the Red Cross. 
Mason werd verkozen als een liberaal parlementslid voor Coventry in de verkiezingen van het Verenigd Koninkrijk in 1906. Hij diende slechts één periode in het parlement en trok zich terug bij de verkiezingen in 1910.
Mason diende bij het Manchester Regiment in de Eerste Wereldoorlog en werd gepromoveerd tot kapitein in december 1914. In 1917 werd hij benoemd tot majoor van de lichte infanterie van de marine. Zijn militaire carrière bestond onder andere uit spionage, tijdens zijn verblijf in Spanje en in Mexico, waar hij contra-spionagenetwerken opzette namens de Britse regering.
Hij stierf in 1948 terwijl hij een non-fictieboek aan het schrijven was over admiraal Robert Blake. Mason werd het ridderschap aangeboden maar weigerde het, waarbij hij aangaf dat deze eer geen betekenis had voor een man zonder kinderen.
- Bibsys: 90696444
- Biblioteca Nacional de España: XX4578788
- Bibliothèque nationale de France: cb121295833 (data)
- CiNii: DA02042577
- Gemeinsame Normdatei: 104368748
- International Standard Name Identifier: 0000 0001 1879 2710
- Library of Congress Control Number: n50043662
- Nationale Bibliotheek van Letland: 000201797
- Bibliotheek van het Japanse parlement: 00514854
- Nationale Bibliotheek van Tsjechië: jo20000080594
- Nationale bibliotheek van Australië: 36514869
- Nationale Bibliotheek van Israël: 987007274702405171
- Nederlandse Thesaurus van Auteursnamen: 069237026
- Istituto Centrale per il Catalogo Unico: CFIV065335
- LIBRIS: 260792
- SNAC: w62j6gfv
- Système universitaire de documentation: 029735807
- Museum of New Zealand Te Papa Tongarewa: 70281
- Trove: 1266182
- Virtual International Authority File: 89734277
- WorldCat: E39PBJhmKXyTbYbmPXYmcfFh73